# Club Atlético Boca Juniors (pallacanestro)
Il Club Atlético Boca Juniors è una società polisportiva argentina. La sua sezione di pallacanestro milita nella Lega Nazionale di Pallacanestro, il massimo livello del campionato argentino. La sua sede si trova nel quartiere di La Boca, Buenos Aires.
La squadra gioca le partite casalinghe allo Stadio Luis Conde, conosciuto come "La Bombonerita".
A livello nazionale, il Boca Juniors ha conquistato cinque campionati della Liga Nacional de Básquet (1996-97, 2003-04, 2006-07, 2023-24 e 2024-25), oltre a otto trofei nazionali: cinque edizioni consecutive della Coppa Argentina (2002, 2003, 2004, 2005 e 2006), una Supercoppa della Liga nel 2024 e la Super 20 Cup nel 2025.
Durante l’era amatoriale, il club ha ottenuto 22 titoli ufficiali, tra cui spicca il Campionato Argentino per Club del 1963, considerato all’epoca la massima competizione del basket argentino.
A livello internazionale, ha vinto tre titoli, tutti nel Campeonato Sudamericano de Clubes Campeones (2004, 2005 e 2006).
Considerando le competizioni nazionali e internazionali, è il secondo club più titolato e vincente nella storia del basket professionistico argentino, con 17 titoli ufficiali — a pari merito con Peñarol e dietro solo ad Atenas (20).

## Storia

### Dilettantismo
La sezione di basket del club fu creata nel 1929 e l'anno successivo entrò a far parte della Federazione Argentina di Pallacanestro, fino ad allora unica entità governativa del basket metropolitano, dove gareggiava nelle divisioni minori. La grande storia del basket emergerà solo con la creazione del nuovo ente governativo del basket di Buenos Aires, la Buenos Aires Basketball Association, un'organizzazione semi-amatoriale alla quale aderirà la maggior parte dei club di calcio. Dal 1937 al 1974, il basket in città e dintorni sarà diviso tra "quelli che non caricano" della FABB, poi la Porteña Basketball Association dal 1954, e "quelli che caricano" dell'ABA, anche se ci sarebbero diverse sfumature per definire il dilettantismo del basket. Il Boca Juniors, sotto l'organizzazione dell'ABA, gareggia nei Tornei Apertura fino a metà anno e nei Campionati Ufficiali nel secondo semestre e dal 1951 nei Tornei Metropolitani, che riunivano le migliori squadre dell'Associazione Buenos Aires e della Federazione di Pallacanestro (poi Associazione Porteña), alla fine dell'anno.

### La squadraall-star

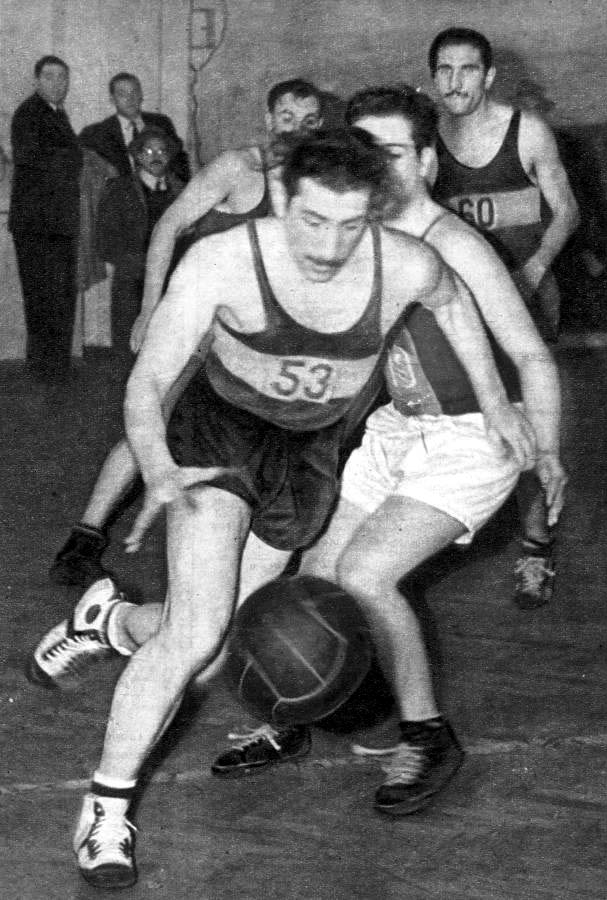
Oscar Izquierdo del Boca Juniors palleggia contro Trama del San Lorenzo, in una partita del 1946.

Negli anni '40, il Boca Juniors era conosciuto come "la squadra delle stelle". In quella fase, il Boca vinse i Tornei Apertura del 1938 e 1939 e i Campionati Ufficiali dell'Associazione di Buenos Aires nel 1940 e 1941. La squadra arruolò questi uomini, in ordine alfabetico: Pedro Aizcorbe, Daniel Anglés, Elías Bissio, Roberto Contini, Alberto Dayán, Víctor Di Vita, José Giuliano, Carlos Induni, Felipe Mattianich, Mario Mattioni, Pedro Rodríguez e Carlos Stroppiana.

### Il ritorno alla gloria
Già nel 1955 il Boca aveva l'intenzione di ridare prestigio al basket. Il progetto iniziò con l'assunzione dei giocatori del Rosario Enrique Borda nel 1954 e Bernardo Schime e Rubén Petrilli (un anno dopo). Già in rosa Fazio, Alberto Noval ed Egidio De Fornasari. La direzione tecnica è stata affidata ad Andrés “Naranjito” Rossi.
Tra il 1956 e il 1957 continuarono ad arrivare grandi giocatori come José Olivera di Santa Fe, José Novoa e Luis Pérez. Questo progetto Rossi cominciò a dare i suoi frutti con l'inizio di una serie infinita di successi. Il primo fu il Torneo Metropolitano nel 1957, titolo che il Boca ripeté nel 1959, dopo essersi classificato secondo nel 1958. Raggiunse anche lo status di secondo classificato nell'Associazione di Buenos Aires nel 1958 e 1959.

### La triple-triple corona

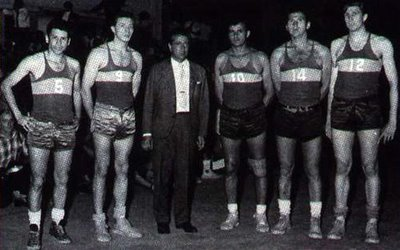
La squadra multi-campione nei primi anni sessanta.

Dopo il periodo di Rossi alla guida tecnica del Boca Juniors, arrivò Abelardo Rafael Dasso, con il quale si visse il ciclo più importante nella storia della pallacanestro del club. Sotto la sua direzione, il Boca scendeva in campo con giocatori come Enrique Borda, Jesús María Díaz, Miguel Carrizo, Bernardo Schime, Alberto Desimone, Luis Pérez, Egidio De Fornasari, Alberto Noval, Héctor Vázquez, Rubén Castelli, Juan Carlos Mazzini, Abel Rojas, Luis Torrás, Edgardo Molinari e Héctor Rosales.
Nel 1961, 1962 e 1963, il Xeneize riuscì nell’impresa della tripla corona, vincendo il campionato dell’Associazione di Buenos Aires, il Torneo Apertura e il Torneo Metropolitano. In quel periodo, disputò 93 partite, con un impressionante bilancio di 89 vittorie e solo 4 sconfitte.
Il Boca vinse anche il Torneo Apertura del 1964 e i campionati dell’Associazione di Buenos Aires nel 1965, 1966 e 1967, sempre con Dasso come allenatore e con la guida in campo del celebre "Chino" Díaz.
Nel 1969, il Boca tornò a conquistare il titolo del Metropolitano e fu vicecampione del Torneo Oficial dell’Associazione di Buenos Aires. Nel 1970, il Xeneize vinse nuovamente il Torneo Oficial, superando il Club Atlético Lanús nello stadio del River Plate con il punteggio di 91 a 76, prendendosi così la rivincita per la finale persa contro lo stesso avversario l’anno precedente.
In quell’occasione, l’allenatore Enrique Borda schierò un quintetto base composto da Juan Carlos Mazzini, Néstor Delguy, Adalberto Gusso, Emilio Dumani, Juan Tito e Jesús Díaz.

### Professionismo

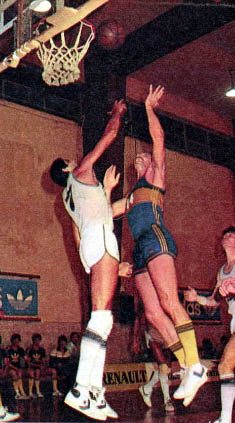
Boca contro Ferro Carril nel 1984.

#### 1988-1990: Prima partecipazione alla Liga Nacional, retrocessione e successiva promozione.
Nel 1988 ottenne la promozione nella massima categoria, diventando campione del torneo organizzato dalla Confederazione Argentina di Pallacanestro (CABB). L'allenatore Horacio Seguí, che più tardi e per anni è stato allenatore della Squadra nazionale Argentina di questo sport. 
Nella Liga Nacional de Básquet 1989, il Boca Juniors disputò 32 partite, ottenendo 12 vittorie (pari al 38,7%) e subendo 19 sconfitte. Con un totale di 43 punti, concluse il campionato al 14º posto su 16 squadre partecipanti, venendo così retrocesso dal massimo campionato nazionale dopo una sola stagione.
Nella stagione 1990 della Primera Nacional B, il Boca raggiunse l'atto decisivo per la vittoria della lega e nonostante la sconfitta nella finale per la promozione, il club 'Xeneize riuscì comunque a tornare nella massima serie del basket argentino.

#### 1996-97: inaugurazione dello Stadio Luis Conde e primo titolo LNB
Nella stagione dell'inaugurazione del La Bombonerita, è diventato, per la prima volta, campione della National League nella stagione della 1996-97 dopo aver battuto l'Independiente (GP) 4-1 in finale. Su 58 partite, ne hanno vinte 42 (72,4%) e perse 16. La squadra campione era: Byron Wilson, Jerome Mincy, Ariel Bernardini, Luis Villar, Sebastián Festa, Gabriel Fernández, Claudio Farabello, Gustavo Ismael Fernández, Diego Prego, Claudio Chiappero, Sebastián Acosta, Esteban Acosta e Fernando Oyarzún. L'allenatore era Julio Lamas.

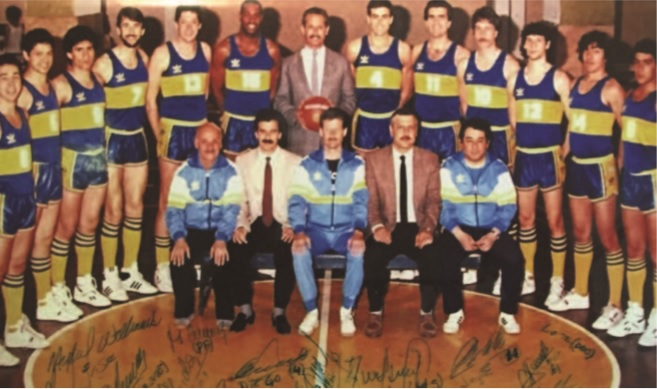
Squadra di basket del Boca Juniors. Campione della Lega Nazionale B 1988. Nella foto la rosa della Promozione, secondo il numero di maglia:
4 Diego di Simone
5 Pichi Cerizolla
6 Carlos Segale
7 topi
10 Gatto Meire
11 Vincenzo
12 Sachi
13 Orazio Veigier
14 Jorge Malerba
15 Tomio Minore.

#### 2003-04: secondo titolo nella LNB e nella Copa Argentina
Con l’arrivo di Sergio Hernández alla guida tecnica, il Boca Juniors si laureò campione per il secondo anno consecutivo vincendo la Copa Argentina 2003, conquistando il titolo da imbattuto. Inserito nella Chiave 2 della fase di qualificazione, affrontò nei quarti di finale il River Plate, battendolo per 2-0. In semifinale, superò l’Obras Sanitarias, sempre per 2-0, e nella finale sconfisse con lo stesso punteggio il Quimsa. Nel quadrangolare finale, il Boca completò il percorso perfetto superando l’Argentino de Junín, il Gimnasia La Plata e l’Atenas Córdoba, confermandosi campione assoluto e imbattuto dell’edizione 2003 del torneo.
Nella Liga Nacional de Básquet 2003-04 il Boca riuscì ad ottenere la prima posizione in classifica nella rima Fase della Zona Sud. Bissò il primo posto in classifica anche agli ottavi, conquistando così la prima testa di serie per i play-off. Il Boca si liberò del Belgrano S. Nicolás nei quarti di finale per 3-0 e dell'Obras in semifinale per 3-1. In finale hanno affrontato il Gimnasia La Plata dove dopo aver perso le prime due partite in casa, il Boca riuscì ribaltare la serie vincendo quattro partite consecutive per chiudere la serie sul 4-2. Su 57 partite, ne hanno vinte 44 (77,2%) e perse 13 (una per squalifica nella seconda partita della finale, per un problema al cronometro dei 24 secondi). La squadra campione era: Fernando Malara, Matías Sandes, Martín Leiva, Pablo Rodríguez, Diego Guaita, Paolo Quinteros, Byron Wilson, Juan Sartorelli, Lucas Ortiz, Jonathan Slider, Dewayne McCray, Alejandro Burgos, Matías Fioretti, Leonardo Peralta, Santiago González, Sebastián Chaine e Nicolás Mendyk. 

#### 2004-05: Campione della Copa Argentina, del Torneo Top 4 e primo titolo internazionale
Il Boca Juniors iniziò la Copa Argentina 2004 dalla fase di qualificazione, dove fu inserito nella Serie 1. Nei quarti di finale affrontò il Sionista, perdendo la prima gara 78-69, ma vincendo la seconda 95-63, qualificandosi alle semifinali grazie alla differenza punti. In semifinale, sconfisse il Ciclista Juninense per 2-0, mentre in finale superò il Central Entrerriano con un altro 2-0. In questo modo si qualificò al quadrangolare finale, dove batté l’Obras Sanitarias per 83-81, poi il Libertad Sunchales per 107-104 e infine il River Plate per 94-87. Così, il Boca si proclamò per la terza volta consecutiva campione della Copa Argentina.
Nella Liga Nacional de Básquet 2004-05, il club partecipò alla Zona Sud nella prima fase, chiudendo al primo posto con un record di 10 vittorie e 4 sconfitte, qualificandosi così al Torneo Top 4 2004. Nella seconda fase, concluse al secondo posto con un totale di 23 vittorie e 7 sconfitte. Nei play-off, il Boca partì dai quarti di finale, dove affrontò e sconfisse il River Plate per 3-0. In semifinale superò il Libertad Sunchales per 3-1, ma perse la finale contro il Ben Hur Rafaela per 4-1. Concluse la stagione con 40 vittorie (pari al 71,4%) e 16 sconfitte.
Nel Campeonato Sudamericano de Clubes 2004, la seconda competizione continentale fu inserito nel Gruppo B. Iniziò il torneo con una sconfitta contro i Guácharos (Venezuela) per 78-76, ma poi si riprese battendo i Piratas de Medellín (Colombia) 94-62, e l’Uberlândia (Brasile) per 94-83, qualificandosi così alle semifinali. Lì affrontò il Deportivo San José (Paraguay), vincendo per 82-78. In finale, il Boca sconfisse i Delfines (Venezuela) per 92-87, conquistando così il suo primo titolo internazionale.
Nel Torneo Top 4 2004, il Boca sconfisse il Libertad de Sunchales nella prima giornata per 90-70, poi batté il River Plate per 79-75 nella seconda giornata. Infine, nella terza partita, vinse in trasferta contro il Ben Hur per 82-81, laureandosi campione del torneo.
Grazie alla vittoria nel Campeonato Sudamericano de Clubes la squadra partecipò alla Liga Sudamericana 2005, dove il Boca fu inserito nel Gruppo B, che concluse al primo posto, dopo aver sconfitto i Marinos (Venezuela) per 81-70 e l’ESPE (Ecuador) per 100-92. Nei quarti di finale dei play-off, affrontò il Gimnasia La Plata, battendolo per 2-1. In semifinale, però, fu eliminato dall’Uberlândia (Brasile) per 2-1.

#### 2006-07:Campione della Liga Nacional, della Copa Argentina e del Campionato Sudamericano.
Nella prima fase della Copa Argentina 2006, il Boca Juniors fu inserito nel Gruppo 1, dove affrontò Obras Sanitarias, Gimnasia La Plata ed Atlético Echagüe. Vinse tutte le 6 partite disputate, accedendo così alla fase successiva. Nella seconda fase, Serie 1, superò l’Argentino de Junín per 2-0, qualificandosi così al quadrangolare finale. In tale fase, il Boca sconfisse il Regatas Corrientes per 91-80 nella prima giornata, batté il Libertad Sunchales nella seconda e infine vinse in trasferta contro il Peñarol M. d. Plata per 83-80. In questo modo, il Boca si consacrò per la quinta volta consecutiva, su cinque edizioni disputate, della Copa Argentina, chiudendo il torneo da imbattuto con un totale di 11 vittorie su 11 partite.
Con Gabriel Piccato come allenatore, la squadra ha vinto la sua terza Liga Nacional de Básquet nella stagione della 2006/07, provocando una grande sorpresa dopo un inizio di stagione difficile in cui l'allenatore Eduardo Cadillac è stato sostituito per mancanza di risultati. La squadra è entrata nella Zona Sud attraverso la Prima Fase, dove con un record di 7 vittorie e 7 sconfitte, si è qualificata al quarto e ultimo posto per il Torneo Super 8 2006. Nella Seconda Fase hanno raggiunto il terzo posto in classifica con 19 vittorie e 13 sconfitte. Nei quarti di finale dei play off, hanno sconfitto il Ben Hur 3-2 e il Libertad (S) in semifinale 3-2. In finale hanno battuto il Peñarol 4-2, portandosi in vantaggio in casa dopo averlo battuto a Mar del Plata e infine consacrandosi alla Bombonerita per la terza volta campione nazionale. Su 59 partite, ha ottenuto 35 vittorie (58,3%) e 24 sconfitte. Media punti: 79,3 a favore e 78,03 contro. La squadra campione era: Luis Cequeira, Leonardo Gutiérrez, Martín Leiva, Jamal Robinson, Raymundo Legaria, Jonatan Slider, Lázaro Borrell, Federico Aguerre, Gustavo Oroná, Leandro Podesta, Patricio Rodríguez, Rodrigo Sánchez, Leandro Palladino, Lucas Ortiz, Matías Fioretti e Nahuel Rodríguez.
Il Boca partecipò anche al Campeonato Sudamericano de Clubes 2006. Nella prima giornata, il Boca Juniors sconfisse il Deportivo San José (Paraguay) per 78-62. Nella seconda giornata superò l’UniCEUB Brasília (Brasile) per 76-74, mentre nella terza ebbe la meglio sul G. de Comodoro per 91-78. Alla quarta giornata vinse contro la Universidad Catolica (Cile) per 94-67, e infine, nella quinta giornata, batté i Guerreros Lara (Venezuela) per 97-85. Con questo percorso impeccabile, il Boca Juniors si proclamò campione della seconda competizione continentale del Sud America per la terza edizione consecutiva, con Eduardo Cadillac come allenatore.

#### Problemi finanziari
Nella stagione 2007-2008, il Boca Juniors concluse al quinto posto. Fu vicecampione delCampeonato Sudamericano de Clubes 2007, totalizzando 9 punti, esattamente come il Minas Tênis Clube del Brasile, che però terminò davanti grazie a una migliore differenza punti. Nella stagione 2008–09 chiuse al settimo posto la Liga Nacional de Básquet.
Per la stagione 2009-2010, il Boca Juniors attraversò una serie di difficoltà economiche che costrinsero la società a ridurre drasticamente il budget annualmente destinato all’attività cestistica del club. A causa di questi problemi, la squadra rischiò seriamente di perdere il proprio posto nella Liga Nacional. Tuttavia, la dirigenza riuscì a firmare un accordo con la compagnia aerea Aerochaco, che permise di ottenere i fondi necessari per mantenere il posto nella massima serie e per finanziare l’attività della prima squadra. Inoltre, venne stipulato un accordo con Jorge Capitanich, presidente del Club Atlético Sarmiento de Resistencia (Chaco), secondo il quale il team avrebbe trasferito la propria sede presso il palazzetto della società di Chaco, cambiando anche la denominazione in Aerochaco Boca.
La squadra riuscì a ottenere un importante quarto posto, venendo eliminata in semifinale dal Peñarol M. d. Plata per 3–0, superando così le aspettative iniziali.
L’inizio della stagione 2010-2011 fu segnato da forti polemiche, poiché, secondo alcune fonti, la dirigenza avrebbe preso in considerazione l’idea di vendere il posto in Liga Nacional, a causa degli elevati costi economici necessari per mantenere una squadra professionistica di alto livello in una disciplina che storicamente non aveva mai goduto della stessa rilevanza del calcio.
Il Boca ebbe un brutto avvio di stagione, ritrovandosi rapidamente nelle ultime posizioni della classifica. La squadra non trovò soluzioni, restando nei bassifondi della graduatoria e concludendo infine al 17º posto, con 13 vittorie e 17 sconfitte. Questo lo costrinse a giocarsi la salvezza in una serie al meglio delle 5 partite contro l'Argentino de Junín, ultimo classificato nella fase regolare. Alla fine, il Boca vinse la serie per 3–0, riuscendo così a mantenere il proprio posto nella massima categoria del basket argentino.
Nella stagione 2011-2012 terminò ottavo. Nella stagione 2012-2013 raggiunse la fase finale, venendo eliminato in semifinale dal Regatas Corrientes per 3–2. Nella stagione 2013–14, giocò nuovamente una semifinale contro il Peñarol M. d. Plata, perdendo per 3–0.

#### Risultati negativi e lotta per non retrocedere
Nella stagione 2014-2015, il Boca concluse al 14º posto su 18 squadre. Nel 2015–16 chiuse al 17º posto su 20. Nella stagione 2016-2017, terminò decimo e ultimo nella prima fase della Conferenza Sud. Per la seconda fase, la squadra fu rinforzata con l’ex NBA Carlos Delfino, reduce da quattro anni di inattività a causa di un infortunio al piede. Tuttavia, il Boca concluse ancora all’ultimo posto nella Conferenza Sud, dovendo disputare una terza fase per la permanenza contro l’Atlético Echagüe, ultimo classificato sia nella prima che nella seconda fase della Conferenza Nord. Il Boca ottenne la salvezza vincendo la serie per 3–2.
Nella stagione 2017–18 chiuse al 14º posto su 20 squadre. Nella stagione 2018–19, il Boca si allontanò dalle ultime posizioni e riuscì a raggiungere i quarti di finale, dove fu sconfitto dal San Lorenzo per 3–2.

#### Cambio di dirigenza e ritorno da protagonista nella Liga Nacional de Básquet
Dopo le elezioni presidenziali del club nel 2019, vinte da Jorge Ameal, si decise di mantenere la sezione di basket professionistico, scegliendo di investire nel progetto.
Nella stagione 2019–20, il Boca Juniors concluse al nono posto, in un torneo che fu sospeso a causa della pandemia di COVID-19. Alla ripresa delle competizioni, sotto la guida del nuovo allenatore Gonzalo García, il Boca raggiunse le semifinali della stagione 2020–21, dove fu eliminato dal Quimsa per 2-0. Anche nella stagione successiva (2021–22) la squadra arrivò in semifinale, venendo nuovamente sconfitta dal Quimsa, questa volta per 3–1.
Nella stagione 2022–23, l’allenatore Gonzalo García presentò le proprie dimissioni, dopo una partenza difficile in campionato (7 vittorie e 8 sconfitte), culminata con una sconfitta contro il Atlético Platense. A sostituirlo fu Carlos Duro, al suo terzo ciclo alla guida del club. Sotto la sua direzione, la squadra invertì la rotta, concludendo la fase di qualificazione al quinto posto, con un bilancio di 25 vittorie e 13 sconfitte.

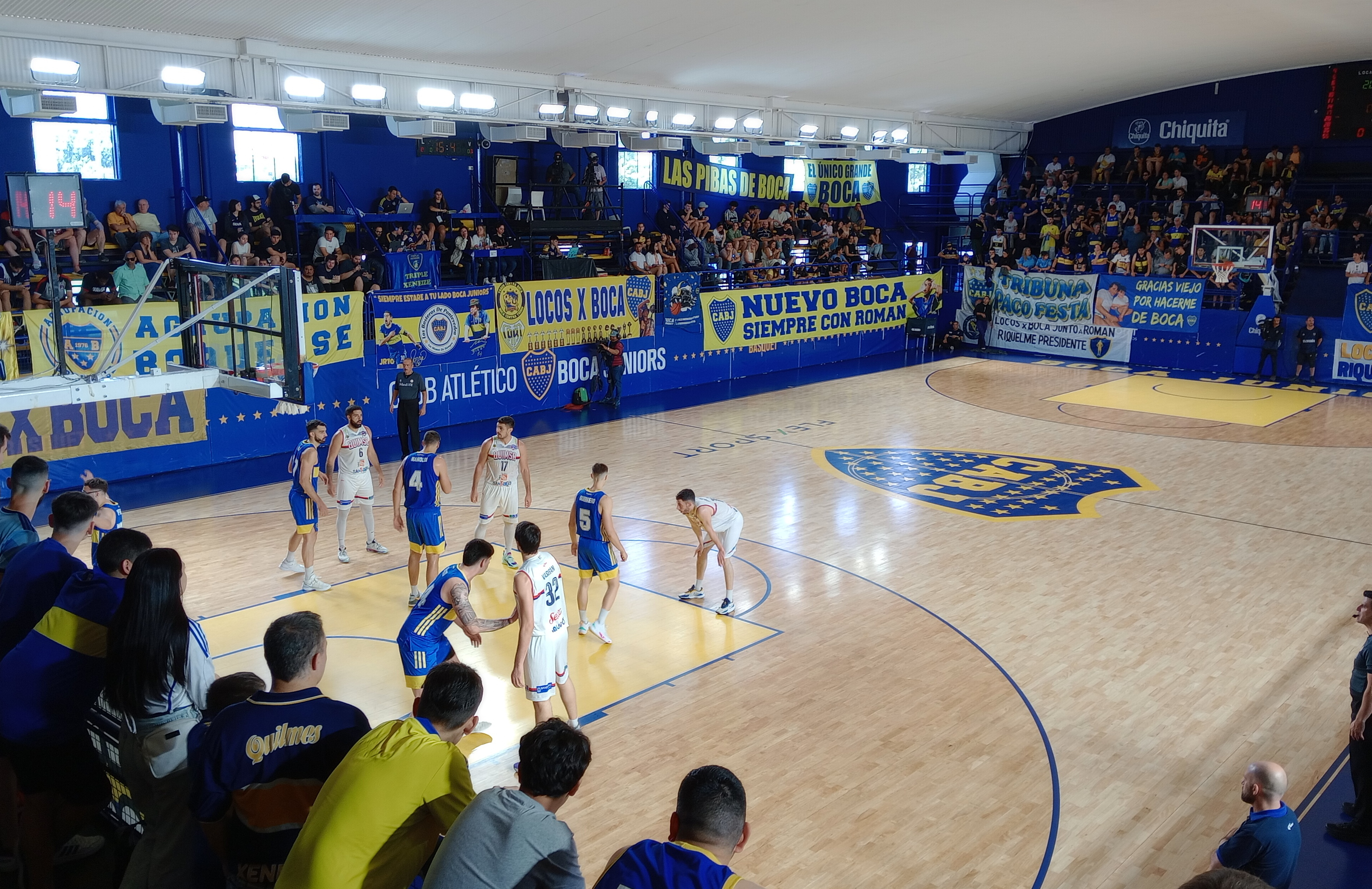
“La Bombonerita”, durante la stagione regolare 2023–24, nella sfida contro il Quimsa.

Nella fase di reclasificación, il Boca superò il Peñarol M. d. Plata con un secco 3–0, replicando poi lo stesso risultato nei quarti di finale contro l’Obras Sanitarias. In semifinale, affrontò l’IACC Córdoba, perdendo le prime due gare in trasferta. Tuttavia, riuscì a pareggiare la serie sul 2–2, vincendo entrambe le partite alla "Bombonerita". La gara decisiva, disputata in casa dell’IACC Córdoba, vide il Boca rimontare uno svantaggio di 13 punti all’intervallo, imponendosi infine per 75–72 e accedendo così a una nuova finale della Liga Nacional dopo 16 anni. In finale però, il Boca fu però sconfitto dal Quimsa con un netto 4–1.

#### 2023-24: Campione della National Basketball League dopo 17 anni

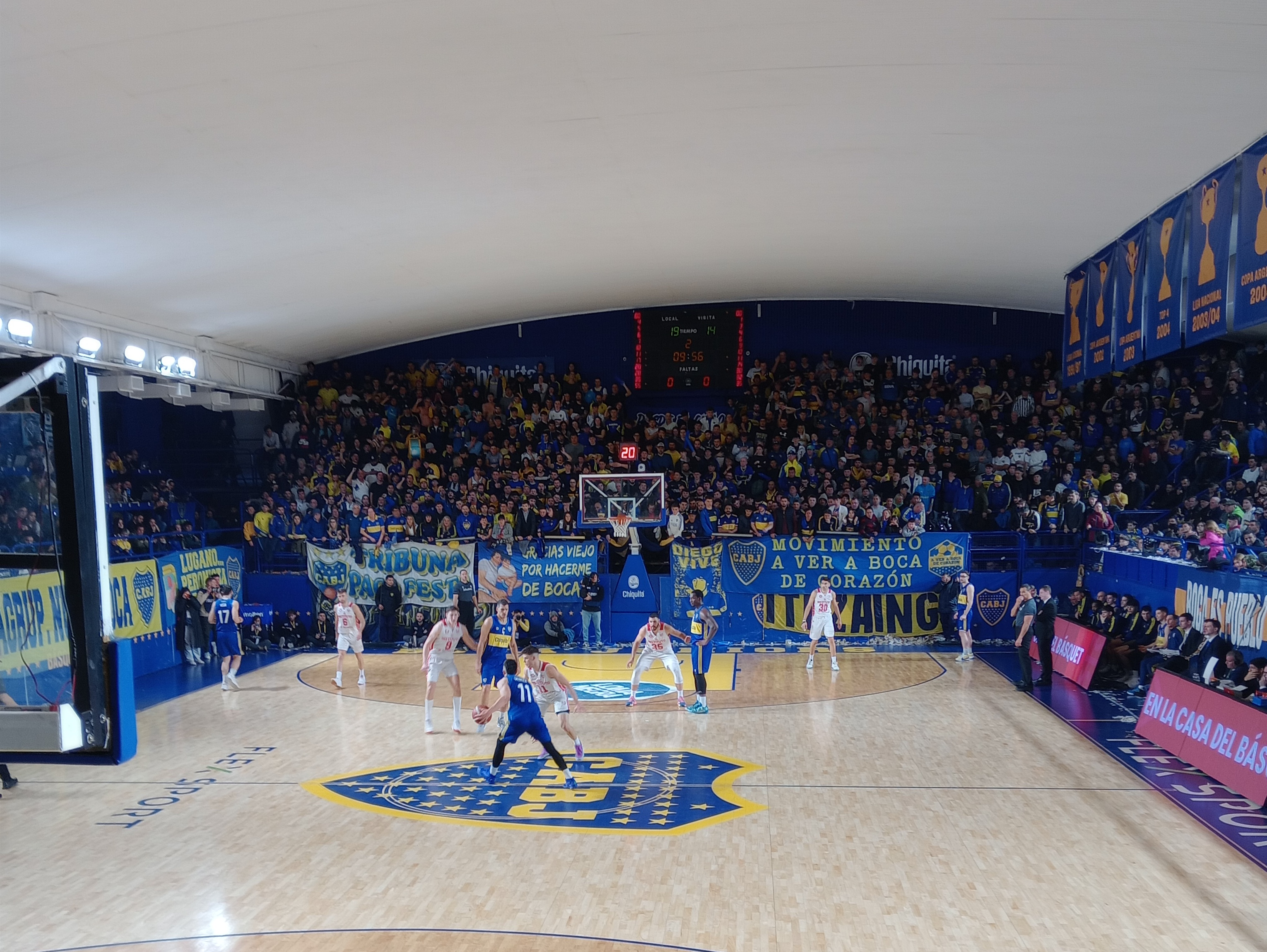
Il Boca affronta l'Instituto de Córdoba in casa nella fase finale del 2023-24.

Nella stagione 2023-24 è iniziata con cinque vittorie consecutive per imporsi al primo posto. Poi tutta la qualificazione ha continuato a lottare per il quarto posto che avrebbe permesso loro di qualificarsi ai Quarti di Finale dei Play Off, evitando la fase di riclassificazione. Nel frattempo, l'allenatore Carlos Duro si è dimesso dopo una serie di sconfitte contro gli ultimi in classifica, cadendo dal quarto al nono posto con un record di 19-12. L'assistente di Duro, Gonzalo Pérez (allenatore esordiente), ha continuato a guidare la squadra, dove è riuscito a finire al quarto posto nell'ultima partita, con un record totale di 24-14. Nei quarti di finale ha battuto il San Lorenzo 3-1. In semifinale hanno affrontato il campione in carica e primo classificato nella classifica generale Quimsa, che hanno sconfitto 3-2. In finale hanno affrontato l'Instituto dove, dopo essere stati sotto 0-2, hanno ribaltato il risultato e hanno vinto 4-2 allo La Bombonerita e con la loro gente, vincendo il quarto titolo della Lega Nazionale dopo 17 anni. 
Hanno eliminato gli ultimi tre campioni del campionato nei quarti, semifinali e finale. Hanno concluso la stagione al secondo posto nel tavolo finale, risultato di 33 vittorie (64,1%) e 19 sconfitte. I campioni: José Vildoza, Leonel Schattmann, Leonardo Mainoldi, Marcos Mata, Wayne Langston, Sebastián Vega, José Defelippo, Raven Barber, Juan Martin Guerrero, Manuel Rodríguez, Nicolás Stenta e Tiziano Prome.

#### 2024-25: Campione della Supercoppa de La Liga e della Copa Súper 20
Dopo aver vinto la Liga Nacional de Básquet 2023–24, il Boca Juniors disputò la Finale della Supercopa de La Liga 2024 contro il Quimsa, che superò con un netto 90-75, conquistando così per la prima volta questo trofeo.

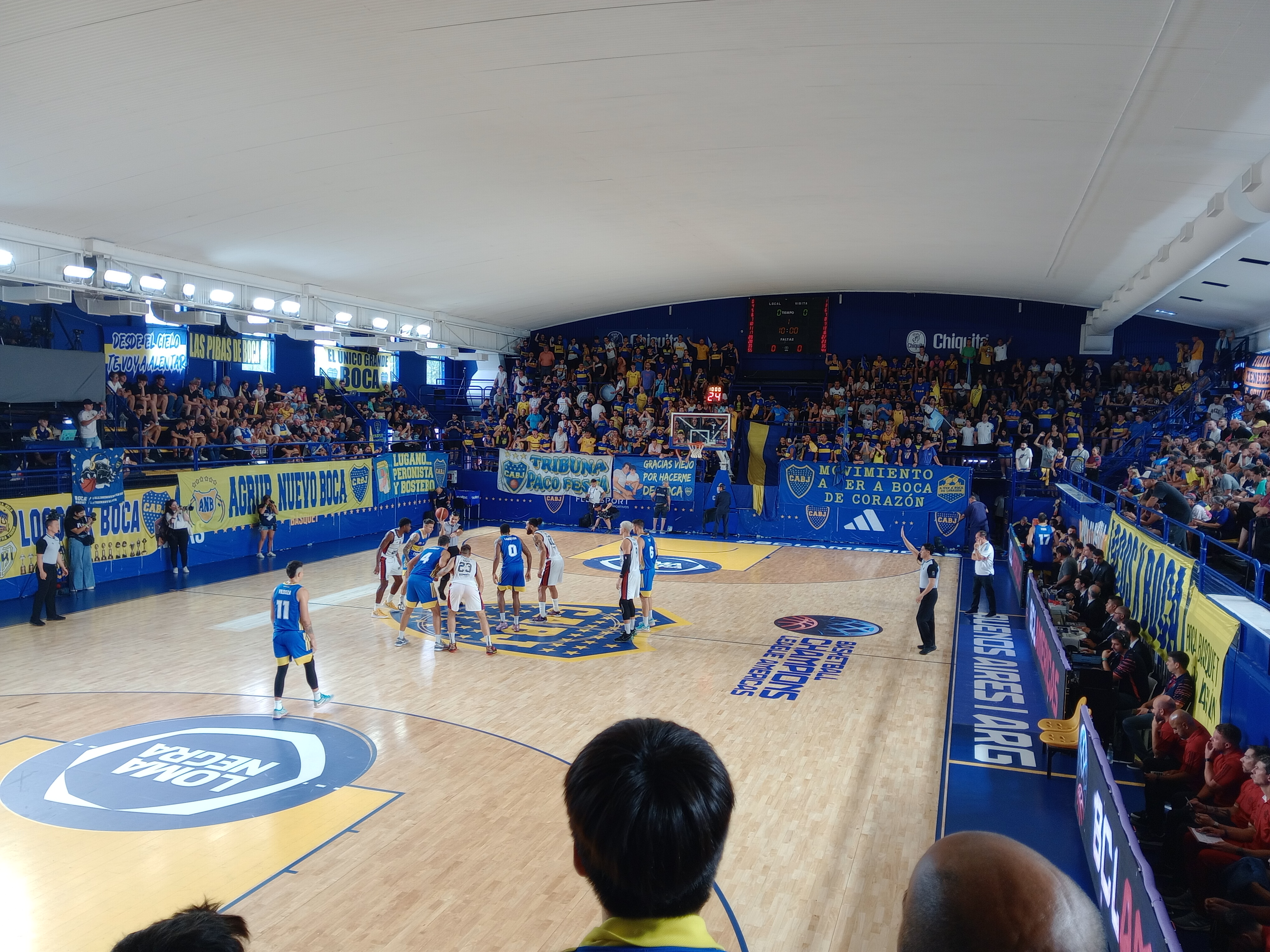
Il Boca contro il, nella BCLA 2024-2025.

Si qualificò come primo classificato anche alla Copa Súper 20 2025, avendo chiuso il girone di andata della Liga Nacional de Básquet 2024–25 con un record di 15 vittorie e 4 sconfitte. In semifinale affrontò l’Obras Sanitarias, battendolo per 91-82 dopo un tempo supplementare (72-72 al termine dei tempi regolamentari). In finale, sconfisse l’IACC Córdoba per 71-65, laureandosi campione per la prima volta della Copa Súper 20.
Partecipò inoltre alla Basketball Champions League Americas 2024-25, inserito nel Gruppo B insieme al Flamengo (Brasile) e ai Toros de Chiriquí (Panamá). Si qualificò alla fase successiva come secondo del girone, con un bilancio di 4 vittorie e 2 sconfitte. Nei quarti di finale, affrontò e superò il Real Estelí (Nicaragua) per 2-1 nella serie. In semifinale, batté nuovamente i connazionali dell’IACC Córdoba per 80-73, raggiungendo per la prima volta la finale della massima competizione continentale.
Nell’atto conclusivo, disputato al Maracanãzinho di Rio de Janeiro, il Boca è però uscito sconfitto dal Flamengo con il punteggio di 83-57, chiudendo così il torneo come vicecampione continentale.

## Colori e simboli

### Divise
La divisa principale della sezione basket del Boca Juniors (come accade anche nel calcio) è composta da una maglia e un pantaloncino di colore blu, con una fascia orizzontale dorata al centro della maglia.
Tuttavia, non tutte le maglie sono state identiche nel corso della storia: il tono del blu o del giallo è cambiato più volte, così come il posizionamento della fascia, che in alcune versioni è stata modificata o addirittura eliminata completamente. Inoltre, sono stati aggiunti diversi dettagli decorativi, in alcuni casi neri o gialli, per arricchire il design.
La divisa da trasferta ha alternato diversi colori, come il giallo, il bianco e il grigio. In alcune versioni era presente una fascia blu o dettagli a contrasto lungo i bordi.
Tra il 2001 e il 2019, durante il periodo in cui Nike fu sponsor tecnico, le maglie da basket non vennero commercializzate al pubblico, a causa del disinteresse sia della dirigenza del club che della marca nei confronti del settore cestistico. Con il ritorno di Adidas nel 2020, le maglie tornarono ad essere disponibili per la vendita al pubblico.

### Sponsor tecnici e Sponsor ufficiali
| Periodo     | Sponsor tecnico | Sponsor principale | Sponsor 2        | Sponsor 3   | Sponsor 4  |
| ----------- | --------------- | ------------------ | ---------------- | ----------- | ---------- |
| 1987 - 1993 | Adidas          | Nessuno            | Nessuno          | Nessuno     | Nessuno    |
| 1993        | Avia            | Nessuno            | Nessuno          | Nessuno     | Nessuno    |
| 1994 - 1996 | Avia            | Medicorp           | Nessuno          | Nessuno     | Nessuno    |
| 1996 - 1997 | Nike            | Banco Almafuerte   | LoJack           | Nessuno     | Nessuno    |
| 1997 - 1999 | Nike            | Quilmes            | Correo Argentino | Nessuno     | Nessuno    |
| 1999 - 2001 | Nike            | Quilmes            | Ninguno          | Nessuno     | Nessuno    |
| 2001 - 2002 | Nike            | Pago Fácil         | Nessuno          | Nessuno     | Nessuno    |
| 2002 - 2004 | Nike            | Pepsi              | Goodyear         | Nessuno     | Nessuno    |
| 2004 - 2006 | Nike            | Red Megatone       | Nessuno          | Nessuno     | Nessuno    |
| 2006 - 2009 | Nike            | Megatone           | Nessuno          | Nessuno     | Nessuno    |
| 2009 - 2014 | Nike            | Nessuno            | Nessuno          | Nessuno     | Nessuno    |
| 2015        | Nike            | Flecha Bus         | Nessuno          | Nessuno     | Nessuno    |
| 2016 - 2019 | Nike            | Flecha Bus         | Rus              | Nessuno     | Nessuno    |
| 2020        | Adidas          | Rus                | Nessuno          | Nessuno     | Nessuno    |
| 2021 - 2024 | Adidas          | Chiquita           | Nessuno          | Nessuno     | Nessuno    |
| 2024 - 2025 | Adidas          | Chiquita           | Kanji            | Leiva Joyas | Nessuno    |
| 2025 -      | Adidas          | Chiquita           | Kanji            | Leiva Joyas | Loma Negra |

## Palazzetti
Il Boca Juniors ha utilizzato nel corso della sua storia numerosi impianti per disputare le partite casalinghe della sezione basket. Nei primi anni della Liga Nacional de Básquet, non disponendo di un impianto proprio, la squadra giocava principalmente presso il Estadio Héctor Etchart del club Ferro Carril Oeste. Utilizzò anche il Polideportivo Benito Quinquela Martín, fino a giungere all’attuale palazzetto di proprietà, diventato necessario per accogliere un pubblico sempre più numeroso appassionato alla pallacanestro.

### Arena attuale

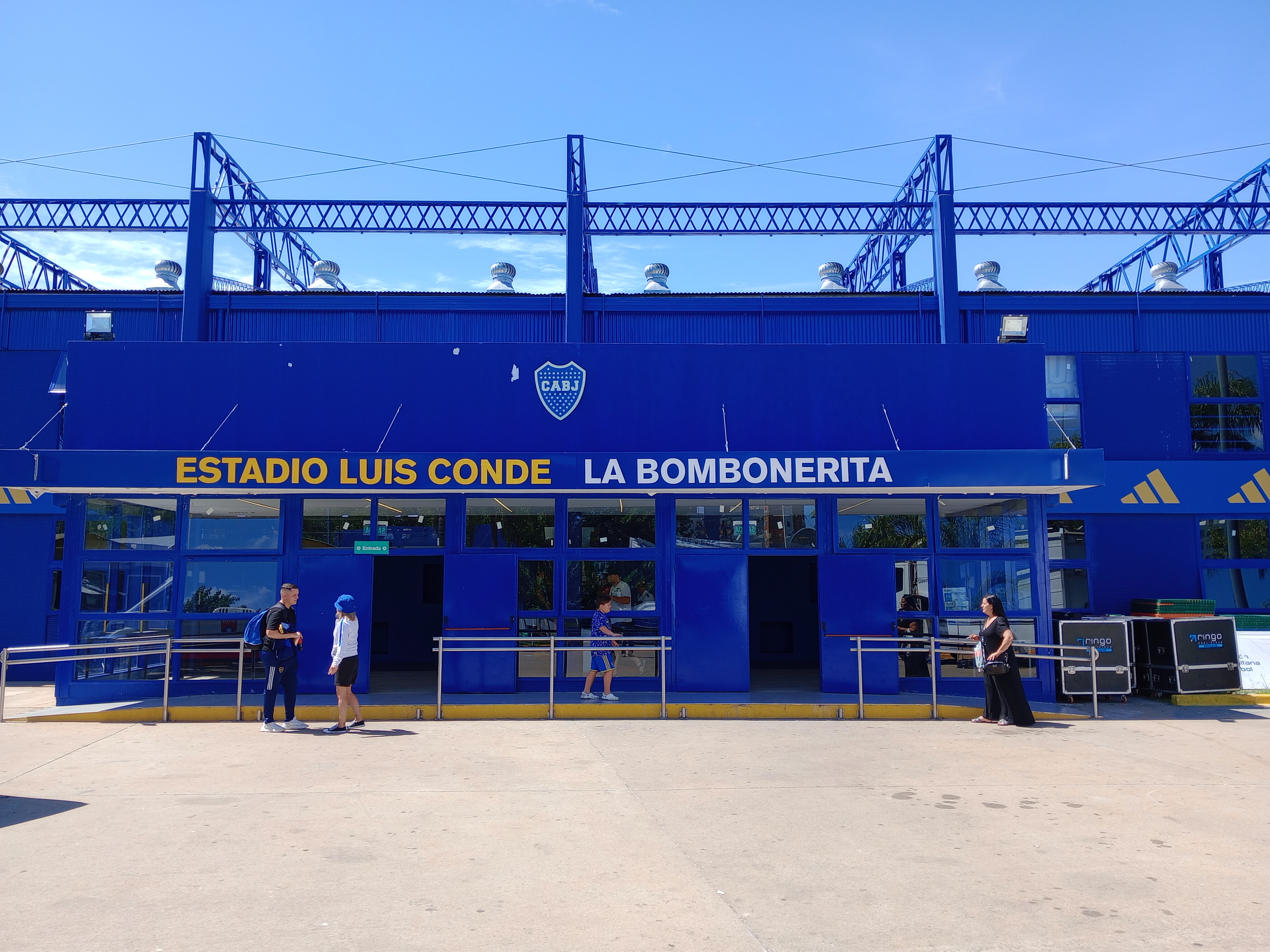
L'ingresso dello Estadio Luis Conde, noto come "La Bombonerita"

Situato in Arzobispo Espinosa 600, nel quartiere La Boca di Buenos Aires, l’Estadio Luis Conde, noto come "La Bombonerita", è stato inaugurato il 29 giugno 1996 sotto la presidenza di Mauricio Macri e ha una capienza di 2 400 spettatori. Quel giorno, il palazzetto fu inaugurato con una partita amichevole tra il Boca e l’Obras Sanitarias, terminata 85 a 74 per i padroni di casa.
Nel giugno 2022, fu annunciato un importante piano di ristrutturazione, inizialmente previsto per essere completato entro ottobre dello stesso anno, ma che si concluse solo nel gennaio 2023. Secondo il responsabile del settore basket del club, i lavori si ispirarono al Polideportivo Roberto Pando e consistettero in:
- la sostituzione del parquet, con certificazione FIBA,

- l’installazione di un nuovo sistema di illuminazione LED da 5700K,

- la ristrutturazione di spogliatoi, uffici, accessi e aree esterne,

- l’aggiunta di un sistema di aria condizionata centralizzato.

Lo stadio fu ufficialmente reinaugurato il 16 gennaio 2023, in occasione della partita tra Boca e Ciclista Olímpico valida per la Liga Nacional de Básquet 2022-23, conclusasi con la vittoria del Boca per 84 a 76.

## Cronologia
Questa lista include solo le statistiche del Boca Juniors del 1987, anno in cui iniziò l' a competere nell'era professionistica del basket argentino
     Campioni       Secondo       Salita       Declino  
| Stagione | Divisione | Pos.     | V-S      | %    |
| -------- | --------- | -------- | -------- | ---- |
| 1987     | 2ª        | 23º      | ?        | ?    |
| 1988     | 2ª        | 1º       | ?        | ?    |
| 1989     | 1ª        | 14º      | 12–19    | .387 |
| 1990     | 2ª        | 2º       | ?        | ?    |
| 1990–91  | 1ª        | 10º      | 16–25    | .390 |
| 1991–92  | 1ª        | 13º      | 17–29    | .369 |
| 1992–93  | 1ª        | 13º      | 23–29    | .442 |
| 1993–94  | 1ª        | 12º      | 18–30    | .375 |
| 1994–95  | 1ª        | 4º       | 30–21    | .588 |
| 1995–96  | 1ª        | 8º       | 28–24    | .538 |
| 1996–97  | 1ª        | 1º       | 42–16    | .724 |
| 1997–98  | 1ª        | 2º       | 39–16    | .709 |
| 1998–99  | 1ª        | 5º       | 32–17    | .653 |
| 1999–00  | 1ª        | 5º       | 32–17    | .653 |
| 2000–01  | 1ª        | 3º       | 32–20    | .615 |
| 2001–02  | 1ª        | 4º       | 33–17    | .660 |
| 2002–03  | 1ª        | 2º       | 38–11    | .775 |
| 2003–04  | 1ª        | 1º       | 44–13    | .771 |
| 2004–05  | 1ª        | 2º       | 40–16    | .714 |
| 2005–06  | 1ª        | 5º       | 31–21    | .596 |
| 2006–07  | 1ª        | 1º       | 36–24    | .600 |
| 2007–08  | 1ª        | 5º       | 29–19    | .604 |
| 2008–09  | 1ª        | 7º       | 26–27    | .490 |
| 2009–10  | 1ª        | 3º       | 31–23    | .574 |
| 2010–11  | 1ª        | 13º      | 17–30    | .361 |
| 2011–12  | 1ª        | 8º       | 22–30    | .423 |
| 2012–13  | 1ª        | 4º       | 32–20    | .615 |
| 2013–14  | 1ª        | 3º       | 32–20    | .615 |
| 2014–15  | 1ª        | 14º      | 23–34    | .403 |
| 2015–16  | 1ª        | 17º      | 25–31    | .446 |
| 2016–17  | 1ª        | 19º      | 20–41    | .327 |
| 2017–18  | 1ª        | 14º      | 17–26    | .395 |
| 2018–19  | 1ª        | 7º       | 25–23    | .520 |
| 2019–20  | 1ª        | 9º       | 13–13    | .500 |
| 2020–21  | 1ª        | 3º       | 27–15    | .642 |
| 2021–22  | 1ª        | 4º       | 29–19    | .604 |
| 2022–23  | 1ª        | 2º       | 35–19    | .648 |
| 2023–24  | 1ª        | 1º       | 34–19    | .642 |
| 2024–25  | 1ª        | 1º       | 39–14    | .735 |
| Totale   |           | 5 Titoli | 1019–789 | .564 |

## Rivalità
Il Boca Juniors non possiede una rivalità accesa con un singolo club in particolare, ma nel corso della sua storia ha sviluppato una certa competizione sportiva con alcune delle squadre storiche della Liga Nacional, come Atenas Córdoba, Peñarol M. d. Plata e lo stesso Ferro Carril Oeste, con le quali ha disputato partite memorabili in fasi decisive del campionato.

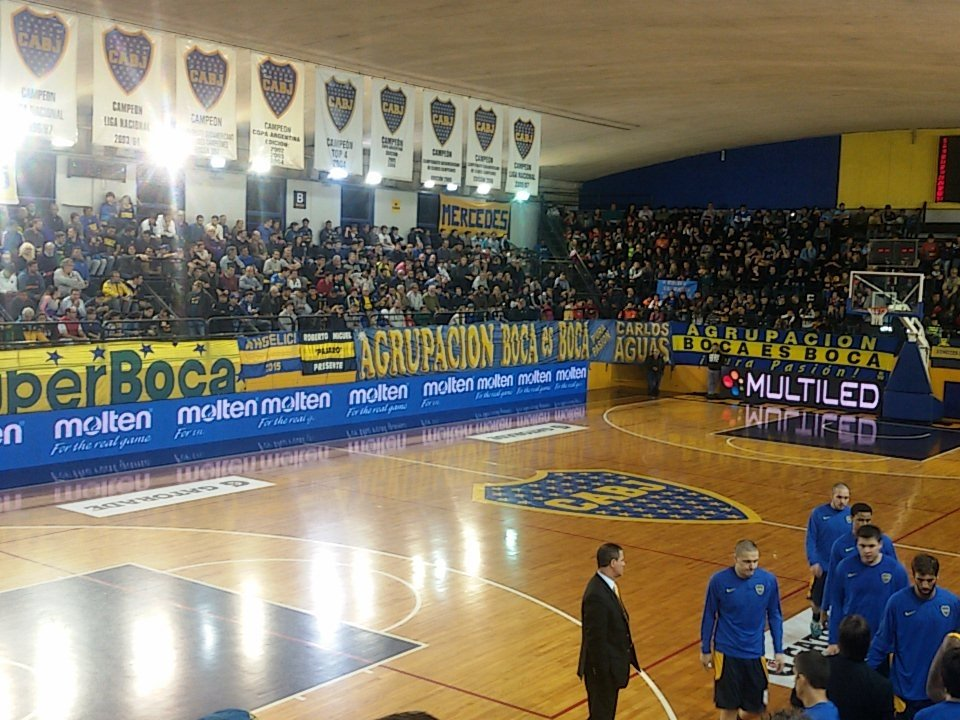
La Bombonerita prima di Boca contro San Lorenzo nel 2016.

Il River Plate è stato suo rivale ogni volta che le due squadre si sono trovate nella massima categoria, anche se questa rivalità è dovuta principalmente alla fortissima competizione nel calcio, che inevitabilmente si riflette anche negli altri sport. Tuttavia, dato che il River ha spesso militato in categorie inferiori come il TNA o il Torneo Federal, gli scontri tra le due squadre nel basket si sono fatti rari, e il peso della rivalità è diminuito nel tempo.

### Clásicocol San Lorenzo de Almagro
Dal ritorno di San Lorenzo nella Liga Nacional de Básquet nel 2015, il principale rivale del Boca è diventato proprio il club del quartiere Boedo. Le due squadre si erano già affrontate con frequenza nell’era amatoriale, dove erano tra le principali protagoniste del panorama cestistico nazionale.
Boca Juniors e San Lorenzo sono gli unici due club tra i cinque grandi del calcio argentino a competere anche nella massima serie del basket, e rappresentano due delle società più vincenti e seguite della storia della pallacanestro in Argentina. Hanno dato vita a numerosi scontri decisivi, contribuendo a rendere questo clásico uno dei più importanti e sentiti della Liga Nacional de Básquet .

## Palmarès

### Competizioni nazionali
- Campeonato Argentino de Clubes (1)

1963
- Liga Nacional de Básquet (5)

1996-97, 2003-04, 2006-07, 2023-24, 2024-25
- Supercopa de La Liga (1)

2025
- Copa Súper 20 (1)

2024
- Copa Argentina (5)

2002, 2003, 2004, 2005, 2006
- Torneo Top 4 (1)

2004
- Primera Nacional B de Básquetbol (1)

1988

### Competizioni internazionali
- Campeonato Sudamericano de Clubes  (3)

2004, 2005, 2006

### Competizioni amatoriali
- Torneo Apertura (6)

1938, 1939, 1961, 1962, 1963, 1964
- Torneo Metropolitano Buenos Aires (6)

1957, 1959, 1961, 1962, 1963, 1969
- Torneo Oficial Buenos Aires (9)

1940, 1941, 1961, 1962, 1963, 1965, 1966, 1967, 1970

## Roster
Aggiornato al 6 gennaio 2025.
| Club Atlético Boca Juniors | Club Atlético Boca Juniors |
| Giocatori                  | Staff tecnico              |
| -------------------------- | -------------------------- |

| N. | Naz.                                         | Ruolo | Nome                 | Anno | Alt.   | Peso   |  |
| -- | -------------------------------------------- | ----- | -------------------- | ---- | ------ | ------ |  |
|    | Stati Uniti (bandiera)                       | G     | Thomas Cooper        | 1992 | 196 cm | 91 kg  |  |
|    | Argentina (bandiera)                         | P     | Juan Martín Guerrero | 2003 | 188 cm |        |  |
|    | Argentina (bandiera)                         | P     | Santiago Scala       | 1991 | 188 cm |        |  |
|    | Argentina (bandiera)                         | P     | Martín Torriani      | 2007 | 188 cm |        |  |
|    | Argentina (bandiera)                         | AP    | Facundo Piñero       | 1988 | 201 cm |        |  |
|    | Argentina (bandiera)                         | P     | José Vildoza (C)     | 1996 | 191 cm | 85 kg  |  |
|    | Argentina (bandiera)                         | C     | Marcos Delía         | 1992 | 211 cm | 100 kg |  |
|    | Argentina (bandiera)                         | AG    | Sebastián Vega       | 1988 | 201 cm |        |  |
|    | Colombia (bandiera) · Stati Uniti (bandiera) | C     | Andrés Ibargüen      | 1996 | 201 cm | 110 kg |  |
|    | Argentina (bandiera)                         | AG    | Tiziano Prome        | 2005 | 201 cm |        |  |
|    | Argentina (bandiera)                         | AP    | Martín Cuello        | 1993 | 193 cm | 93 kg  |  |
|    | Argentina (bandiera)                         | C     | Fidel Rotta          | 2007 | 201 cm |        |  |
|    | Argentina (bandiera)                         | AP    | Franco Giorgetti     | 1992 | 190 cm |        |  |

| Allenatore |
| - Gonzalo Pérez |
| Assistente/i |
| - Emmanuelle Quintans - Gianluca Brignardello - Juan Pablo Fernández - Rafael Luquez (preparatore atletico) - Gustavo Ruiz (medico) - David Severino (medico) Legenda - (C) Capitano - (IN) Inattivo - Infortunato Roster |

## Allenatori
Questo elenco include solo gli allenatori del Club Atlético Boca Juniors dal 1987 in poi, anno 1987, anno in cui iniziò a competere nell'era professionistica del basket argentino.
| NO. | Ciclo | Allenatori         | Periodo |
| --- | ----- | ------------------ | ------- |
| 1   | –     | Horacio Greco      | 1987    |
| 2   | –     | Horacio Seguí      | 1988    |
| 3   | –     | Alberto Finger     | 1989–92 |
| 4   | –     | Ronaldo Córdoba    | 1992–93 |
| 5   | –     | León Najnudel      | 1993–95 |
| 6   | –     | Julio Lamas        | 1995–97 |
| 7   | –     | Néstor García      | 1997–99 |
| 8   | –     | Rubén Magnano      | 1999–00 |
| –   | 2.º   | Néstor García      | 2000–01 |
| 9   | –     | Fernando Duró      | 2001–03 |
| 10  | –     | Sergio Hernández   | 2003–05 |
| 11  | –     | Carlos Duro        | 2005–06 |
| 12  | –     | Eduardo Cadillac   | 2006    |
| 13  | –     | Gabriel Piccato    | 2006–08 |
| 14  | –     | Oscar Sánchez      | 2008    |
| –   | 2.º   | Fernando Duró      | 2008–09 |
| 15  | –     | Pablo D'Angelo     | 2009–10 |
| –   | 2.º   | Oscar Sánchez      | 2010–12 |
| –   | 3.º   | Néstor García      | 2012–13 |
| –   | 2.º   | Carlos Duro        | 2013–14 |
| –   | 2.º   | Ronaldo Córdoba    | 2014–15 |
| 16  | –     | Adrián Capelli     | 2015–16 |
| –   | 3.º   | Ronaldo Córdoba    | 2016–17 |
| 17  | –     | Gustavo Fernández  | 2017–18 |
| 18  | –     | Guillermo Narvarte | 2018–20 |
| 19  | –     | Gonzalo García     | 2020–23 |
| –   | 3.º   | Carlos Duro        | 2023–24 |
| 20  | –     | Gonzalo Pérez      | 2024–   |

     Allenatore campione  

## Statistiche e record
I dati fanno riferimento al periodo che va dal 1985 in poi, anno in cui è iniziata l'era professionistica del basket argentino.

### Statistiche squadra

#### Stagioni in prima divisione (36)
- Miglior piazzamento in prima divisione: 1º posto (4 volte)

- Peggior piazzamento in prima divisione: 14º posto (1989)

- Posizione nella classifica storica della prima divisione: 2º posto[40]

- Partita con più punti segnati: Boca 146 - 129 Ferro (1995/96)[41]

- Partita con più punti totali: Boca 141 - 137 Peñarol (1992) – Record nazionale[42]

- Maggior vittoria ottenuta: Boca 139 - 66 Andino (2002/03)[43]

- Maggior sconfitta subita:

Boca 65 - 111 Andino (1995/96)
Boca 65 - 111 Peñarol (2009/10)
- Maggior numero di vittorie consecutive: 14 partite (1997/98)[43]

- Maggior numero di vittorie consecutive in casa: 21 partite (2002/03)[45]

- Miglior realizzatore della storia:  Adrián Boccia (3650 punti)[46]

- Giocatore con più presenze:  Martín Leiva (378 partite)[47]

- Giocatore con più punti in una singola partita:  Robert Siller (51 punti, 1994/95)[48]

- Giocatore con più punti in una stagione:  Eddie Casiano (1366 punti, 1997/98)[43]

#### Stagioni in seconda divisione (3)
- Miglior piazzamento in seconda divisione: 1º posto (1988)

- Peggior piazzamento in seconda divisione: 23º posto (1987)

#### Partecipazioni a tornei internazionali (20)
- Miglior risultato nei tornei internazionali: 1º posto (3 volte)

- Peggior risultato nei tornei internazionali: eliminazione al primo turno (2 volte)

- Posizione nella classifica storica della Basketball Champions League Americas: 8º posto

### Partecipazione ai campionati
| Livello | Categoria                        | Partecipazioni | Debutto | Ultima stagione | Totale |
| 1º      | Liga Nacional de Básquet         | 36             | 1989    | 2024-2025       | 39     |
| 2º      | Primera Nacional B de Básquetbol | 3              | 1987    | 1889            | 39     |

### Partecipazione alle coppe nazionali
| Categoria                | Partecipazioni | Debutto | Ultima stagione | Totale |
| Torneo Copa de Campeones | 3              | 1998    | 2000            | 31     |
| Copa Argentina           | 9              | 2002    | 2010            | 31     |
| Torneo Top 4             | 2              | 2002 II | 2004            | 31     |
| Torneo Súper 8           | 8              | 2005    | 2013            | 31     |
| Copa Desafío             | 1              | 2007    | 2007            | 31     |
| Torneo Súper 20          | 3              | 2017    | 2021            | 31     |
| Supercopa de La Liga     | 1              | 2024    | 2024            | 31     |
| Copa Súper 20            | 1              | 2025    | 2025            | 31     |

### Partecipazione alle coppe internazionali
| Categoria                         | Partecipazioni | Debutto   | Ultima stagione | Totale |
| BCL Americas                      | 3              | 2021-2022 | 2024-2025       | 20     |
| Liga Sudamericana                 | 11             | 1998      | 2022            | 20     |
| FIBA Americas League              | 1              | 2007-2008 | 2007-2008       | 20     |
| Campeonato Sudamericano de Clubes | 4              | 2004      | 2007            | 20     |
| Torneo Interligas de Básquet      | 1              | 2019      | 2019            | 20     |

### Statistiche individuali
Note: 

#### Presenze (1985-2025)
| Giocatori       | Stagioni                                   | Partite |
| --------------- | ------------------------------------------ | ------- |
| Martín Leiva    | 2001-2007, 2019-2020, 2020-2021, 2022-2023 | 378     |
| Matías Sandes   | 2001-2006, 2014-2015, 2018-2020            | 331     |
| Sebastián Festa | 1994-2000, 2004                            | 314     |
| Adrián Boccia   | 1998-2001, 2015-2016, 2017-2022            | 312     |
| Lucas Gargallo  | 2013-2020                                  | 290     |

#### Marcatori (1985-2025)
| Giocatori       | Stagioni                                   | Partite | Punti | PPP. |
| --------------- | ------------------------------------------ | ------- | ----- | ---- |
| Adrián Boccia   | 1998-2001, 2015-2016, 2017-2022            | 312     | 3650  | 11.6 |
| Paolo Quinteros | 2003-2006                                  | 159     | 3338  | 20.9 |
| Martín Leiva    | 2001-2007, 2019-2020, 2020-2021, 2022-2023 | 378     | 3270  | 8.6  |
| Byron Wilson    | 1996-1997, 2003-2005                       | 160     | 2873  | 17.9 |
| Matías Sandes   | 2001-2006, 2014-2015, 2018-2020            | 331     | 2727  | 8.2  |

#### Assist (1985-2025)
| Giocatori          | Stagioni                        | Partite | Assist | APP. |
| ------------------ | ------------------------------- | ------- | ------ | ---- |
| Adrián Boccia      | 1998-2001, 2015-2016, 2017-2022 | 312     | 754    | 2.41 |
| Sebastián Festa    | 1994-2000, 2004                 | 314     | 726    | 2.31 |
| Maximiliano Stanic | 2001-2002, 2011-2013            | 154     | 624    | 4.05 |
| Juan Sartorelli    | 2001-2005, 2007-2008            | 243     | 590    | 2.42 |
| Matías Sandes      | 2001-2006, 2014-2015, 2018-2020 | 331     | 589    | 1.77 |

#### Rimbalzi totali (1985-2025)
| Giocatore         | Stagioni                                   | Partite | Rimbalzi | RPP. |
| ----------------- | ------------------------------------------ | ------- | -------- | ---- |
| Martín Leiva      | 2001-2007, 2019-2020, 2020-2021, 2022-2023 | 378     | 2108     | 5.57 |
| Matías Sandes     | 2001-2006, 2014-2015, 2018-2020            | 331     | 1668     | 5.04 |
| Adrián Boccia     | 1998-2001, 2015-2016, 2017-2022            | 312     | 1243     | 3.98 |
| Gabriel Fernández | 1996-2000, 2008, 2008-2009                 | 266     | 1060     | 3.98 |
| Federico Aguerre  | 2006-2008, 2012-2014, 2019-2022            | 237     | 987      | 4.16 |